# Парфянское царство
Парфянское царство (держава, империя)  — древнее государство, располагавшееся к югу и юго-востоку от Каспийского моря на территориях современных Ирана, Ирака, Афганистана, Туркменистана и Пакистана. Возникло около 250 года до н. э. в сатрапии Парфия, подконтрольной Селевкидскому государству. Коренное население — парфяне. В период расцвета (середина I в. до н. э.) царство подчинило своей власти и политическому влиянию обширные области от Месопотамии до границ Индии. Просуществовало почти 470 лет и прекратило существование в 220-е годы н. э.
Правила государством династия Аршакидов. Кочевые племена парнов (из племенного союза дахов) под предводительством её основателя — Аршака I — в 238 г. до н. э. вторглись в селевкидскую провинцию Парфию (северо-восток современного Ирана). В ходе долгих и кровопролитных войн парфяне подчинили себе почти всю территорию Ирана, Месопотамию, а на востоке — области, отвоёванные у Греко-Бактрии.
В начале I в. до н. э. при парфянском царе Митридате II (123—88 гг. до н. э.) устанавливаются первые контакты парфян с римлянами; в дальнейшем Парфия становится главным противником Рима на Востоке. Борьба между ними идёт с переменным успехом: на поражения Красса и Антония (соответственно в 53 и 36 гг. до н. э.) римляне ответили походами императоров Траяна, Луция Вера и Септимия Севера (115—117, 162—165 и 198—199 гг. н. э.), в ходе которых они трижды захватывали парфянскую столицу Ктесифон на реке Тигр.
Изнурительные войны с Римом и отсутствие внутренней стабильности привели к ослаблению державы парфян. В этих условиях в провинции Парс возвышается род Сасанидов, который объявляет себя наследником древних Ахеменидов. В 226 г. н. э. последний парфянский царь Артабан V погиб в борьбе с Ардаширом (Артаксерксом) из рода Сасанидов.

## Название
Сам термин Парфия является греческим вариантом произношения др.-перс. 𐎱𐎼𐎰𐎺 [Parθava], от которого происходят парф. 𐭐𐭓𐭕𐭅 [Parθaw] и пехл. 𐭯𐭫𐭮𐭥𐭡𐭥 [Pahlaw]. В описаниях путешествий китайца Чжан Цяня Парфия называлась Аньси (安息).

## Становление государства
Наиболее общепринято, что Андрагор — селевкидский наместник в области Парфия — отложился от центральной власти, провозгласив свою независимость, создав новое царство именуемое на греческий манер Парфией, по месту его расположения на северо-востоке современного Ирана и части южной Туркмении, известного по древнеиранским источникам как Апартик. Провозглашение независимости Андрагором совпало со вторжением племен дахов, главенствующую роль в котором играло племя — парны, из которого происходили и вожди дахов. С 247 года до н. э. принято отсчитывать начало парфянской эпохи в истории Ирана, зачастую ошибочно считая эту дату основанием Парфянского царства во главе с Аршаком. На самом деле указанная дата — это лишь начало вторжения дахов в пределы предполагаемого государства Андрагора.
Аршак I, вождь дахов, погиб спустя два года в битве с войсками Андрагора, и власть перешла в руки его младшего брата Тиридата, который продолжил завоевание Парфии, одержав победу, и, захватив власть в Парфии, короновался царем Парфии под именем Аршака II. Многие учёные именно Тиридата отождествляют с Аршаком I, ставя в заслуги именно ему многое из того, что ранее приписывалось Аршаку I.

### Иные версии происхождения династии и государства
Помимо общепринятой в науке версии, существуют и менее принятые мнения об основании династии и парфянской государства Аршакидов.
По первой, при конфликте в державе Селевкидов, правители Бактрии Диодот и Парфии — Андрагор добились независимости. Диодот укрепил свою власть над Бактрией, а Андрагор властвовать не смог. На Парфию напали с севера парны, в борьбе с которыми Андрагор погиб, а власть над страной получил властитель парнов Аршак (Арсак). Со временем Парфянское царство, привлекавшее северян, стало устойчивым соперником Рима на Востоке. Эта версия наиболее популярна.

По второй, ничего не говорится о Андрагоре, о парнах и их завоеваниях. Селевкидский наместник (у Арриана — Ферекл, у Синкелла — Агафокл) совершает насилие против одного из двух братьев (их имена — Тиридат и Аршак). После этого возникает заговор, насильник гибнет и парфяне получают свободу. Аршак правит только 2 года, а Тиридат — 37. По третьей версии надо учитывать роль Александра Македонского в формировании Парфии. «Покорив парфян, Александр поставил над ними правителем (praefectus) Андрагора из персидской знати (ex nobilis Persarum); от него произошли позднейшие парфянские цари» (Iust. XII, 4, 12). 
После смерти Александра (323 до н. э.) Иран сначала принадлежал Селевкидам, владетелям Сирии, но уже через несколько лет после смерти Александра Великого Атропат восстановил самостоятельное государство в Мидии, которая по его имени получила название Атропатены. Значительными стали государства, образовавшиеся на Востоке — Греко-Бактрийское государство на крайнем северо-востоке Ирана (с 256 до н. э.) и Парфянское царство в Хорасане.
Около 250 до н. э. парны во главе с Аршаком вторглись в сатрапию Селевкидов Парфиену или Парфию, завоевали её и соседнюю область Гирканию. Сам Аршак, ещё по одной версии, погиб в битве с Селевкидами, после чего парнов возглавил брат Аршака, Тиридат, принявший тронное имя Аршак II. Селевк II после неудачной попытки восстановить свою власть в 230—227 до н. э. был вынужден признать власть Аршакидов над Парфией. В 209 Парфия была подчинена селевкидскому царю Антиоху III Великому, но вскоре восстановила свою самостоятельность.

## Расцвет царства
Царь Парфии Митридат I около 170—138/137 до н. э. отнял у Селевкидов восточные сатрапии — Персию, большую часть Месопотамии и завоевал часть Греко-Бактрийского государства до Гиндукуша. Он первым принял титул «Царя царей» (шахиншаха), чем объявил себя преемником Ахеменидов. Селевкиды не смогли восстановить своё господство — армия селевкидского царя Антиоха VII была разбита в 129 году до н. э. Тем не менее Парфии ещё долгое время пришлось отбиваться от соседей. Стабилизация наступила лишь при Митридате II (около 123—88/87 до н. э.), завоевавшем Дрангиану, Арейю и Маргиану, а также северную Месопотамию. Парфяне активно вмешивались в политическую борьбу последних Селевкидов в Сирии, под парфянским политическим влиянием находилась Армения, где в 95 до н. э. был возведён на престол Тигран II. Впоследствии Тигран покорил часть Парфии и перенял себе титул «Царя царей».
Римский историк Юстин достаточно подробно излагает историю Парфии в XLI—XLII книгах своего труда «Эпитома сочинения Помпея Трога „История Филиппа“». Немало информации о Парфии сохранил также армянский историк Мовсес Хоренаци.

### Контакты с Римом

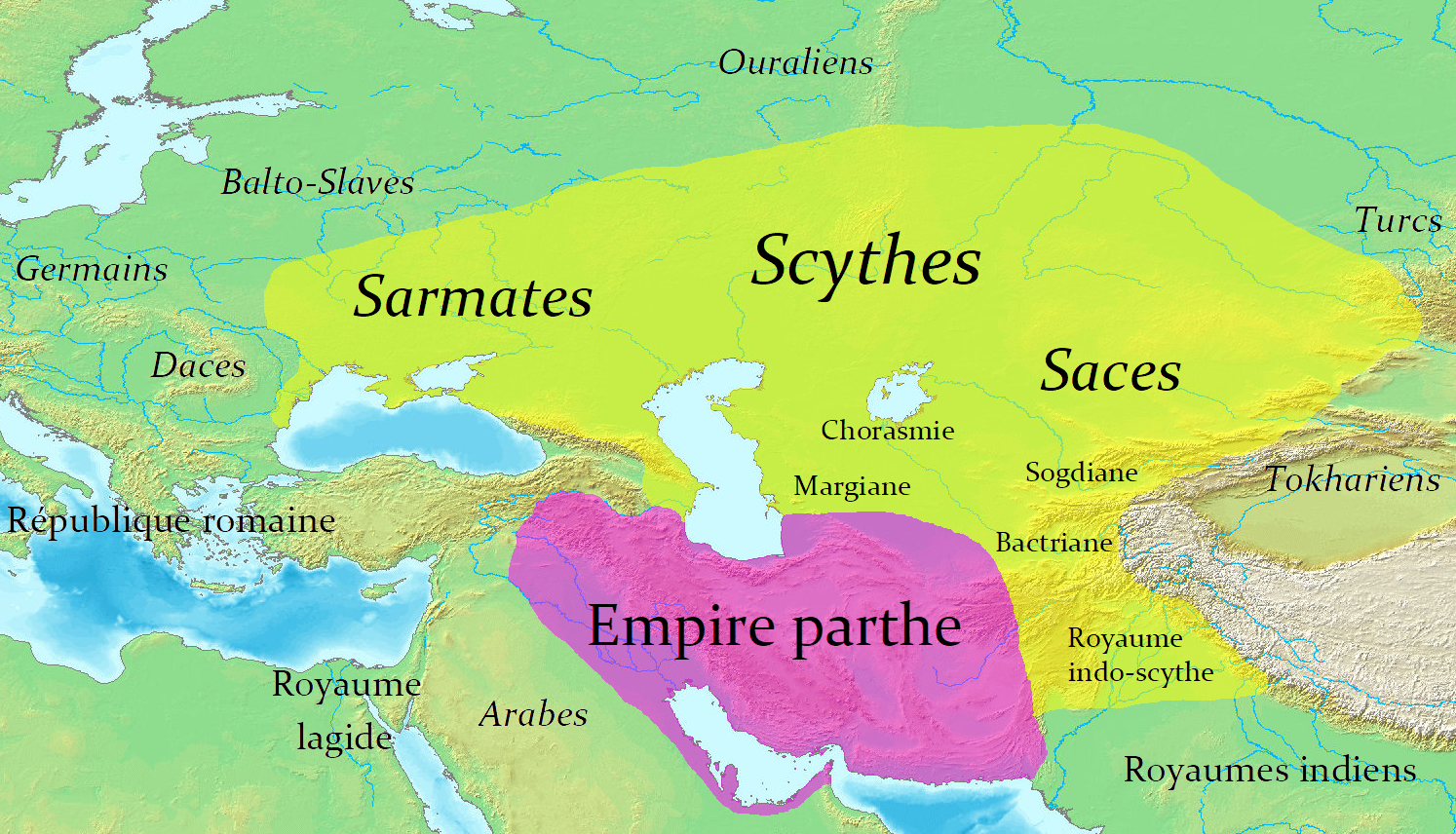
Скифия и Парфия

Первый контакт между Парфией и Римом произошёл в начале I века до н. э. (во время войны римлян с понтийским царём Митридатом VI Евпатором). По соглашению 92 г. до н. э. границей между Парфией и Римом был признан Евфрат. При парфянском царе Ороде II (около 57—37/36 до н. э.) римские войска под командованием Марка Лициния Красса вторглись в Месопотамию, входившую в состав Парфии (Парфянский поход Красса), но потерпели сокрушительное поражение в битве при Каррах. К 40 до н. э. парфяне захватили почти всю Малую Азию, Сирию и Палестину. Это угрожало владычеству Рима, и в 39—37 до н. э. римляне восстановили свой контроль над этими областями, однако поражение Антония (36 до н. э.) в Мидии Атропатене приостановило продвижение Рима за Евфрат. 

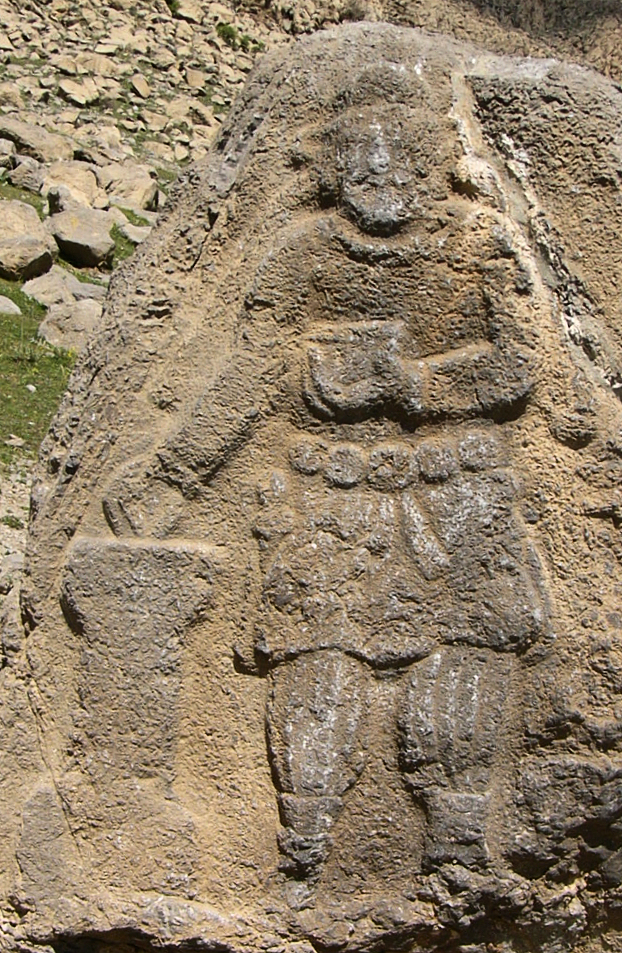
Скальный рельеф парфянского царя на Бехистуне. Изображён, вероятно, Вологез III (прав. ок. 110—147 гг. н. э.)

Со времени Августа римские императоры вмешивались в междоусобия за парфянский престол. Римляне попытались использовать внутреннюю борьбу в Парфии между рабовладельческой знатью греческих и местных городов Месопотамии и Вавилонии, а также парфянской знатью этих районов, которые были заинтересованы в развитии торговли с Римом, — и, с другой стороны, знатью коренных районов Парфии, связанной с кочевыми племенами, которая занимала непримиримую позицию по отношению к Риму и стремилась к широким территориальным захватам. Борьба этих группировок вылилась в несколько гражданских войн и достигла своего апогея в начале I в. н. э. В 43 г. было подавлено антипарфянское восстание в Селевкии на Тигре, автономии были лишены греческие города, возросли антиэллинистические и антиримские тенденции.
При Вологезе I (около 51/52—79/80) была достигнута внутренняя стабилизация, которая позволила вновь вести активную политику, в результате чего в 66 г. на престоле Великой Армении укрепился брат Вологеса Тиридат I (см. Аршакиды). В 91-90 г. до н. э. Тигран начал успешную войну на востоке против парфянского царя Митридата II Великого, признанного одним из величайших царей в истории Парфии и всего Востока. Историки приходят к выводу, что вероятной причиной нападения Тиграна на Парфию могли стать переговоры, состоявшиеся в 92 г. до н. э. между послами Митридата II Парфянского и римским полководцем Суллой, с которым армянский царь вел войну за Каппадокию. По результатам этих переговоров впервые были установлены отношения между римлянами и парфянами, несмотря на последующую казнь парфянского посла Оробаза, обвиненного своим царем в том, что посол не сумел дать отпор вызывающему поведению Суллы во время переговоров. До указанных римско-парфянских переговоров Тигран сохранял союзнические отношения со своим родственником Митридатом II Парфянским (последний был женат на дочери Тиграна, известной под именем Арьязат).
На первом этапе интервенции Тигран отвоевал у парфян обратно 70 долин, уступленных им в качестве выкупа за своё освобождение. Также была взята область Ахбак в Атропатене. После 90 г. до н. э. Тигран продолжает вторжение из Атропатены в глубь Парфии. Армянский царь совершил поход против Адиабены и подверг опустошению районы Ниневии и Арбелы. Покорив все эти области, он двинулся на юг и захватил летнюю резиденцию парфянских царей город Экбатаны. После завоеваний в Парфии армянский царь обретает титул «царя царей», ранее принадлежавшего Митридату II Парфянскому.
Преемник Митридата II царь. Готарз, бывший внуком царя Фрияпата, по свидетельству Юстина, Страбона и других эллинистических историков отказался от титула «царь царей» в пользу Тиграна. По результатам войны парфяне уступают Армении всю Месопотамию. В дальнейшем некоторое время монархи Парфии титуловались просто как «царь Парфян». Это подтверждают нумизматические данные.

### Контакты с Китаем

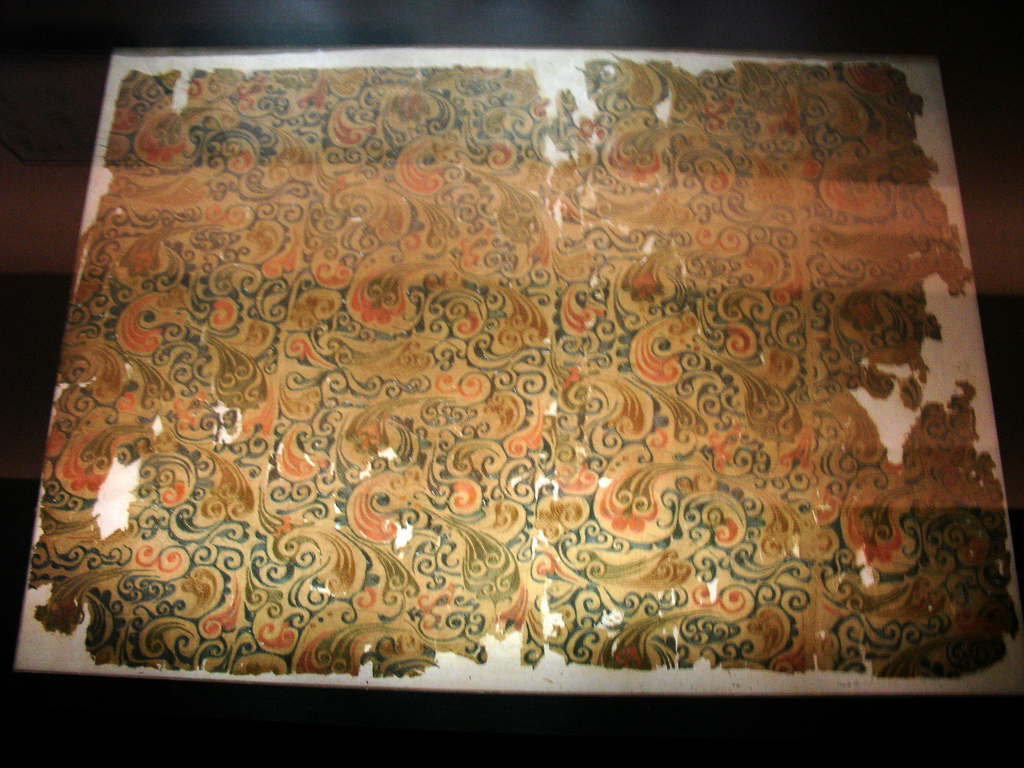
Китайский шёлк империи Хань из Мавандуя (II век до н. э.) Это самый прибыльный из предметов роскоши, которыми парфяне торговали на западном конце Шёлкового пути.

В 138 году до н. э. император Хань У-ди отправил посольство во главе с Чжан Цянем к юэчжи с целью заключения союза против державы Хунну. Посольство собрало значительное количество сведений о странах Центральной Азии, дошедшие до нас в изложении Сыма Цяня в Ши цзи. В числе стран указана Аньси (安息), которую отождествляют с Парфией. Столица в городе Паньдо (番兜, отождествляется с Гекатомпилом) В этой стране ведут оседлый образ жизни, выращивают пшеницу и рис, делают виноградное вино. Это очень крупное государство с несколькими сотнями городов. На реке Гуйшуй (媯水) (Амударья) ведут пограничную торговлю, там есть рынки и торговля с лодок, многие торговцы прибывают издалека. Китайцев удивили серебряные монеты, на которых отлито лицо (парфянского) царя с одной стороны и всадника (или царицы) с другой. При восшествии нового царя начинали лить новую монету. Пишут на письменной коже (пергамент) горизонтально, а не столбцами как китайцы. На западе расположено царство Тяочжи (條枝, Антиохия или Харакена, Месопотамия), на севере Яньцай (Аорсы) и Лисюань (黎軒, Рим — ?). Тяочжи лежит на берегу Западного моря (Персидский залив), там жарко и влажно, очень многолюдно. Занимаются земледелием, сажают рис. Там водятся большие птицы (大馬爵), их яйца с кувшин величиной (страусы). Страна раздроблена на небольшие княжества, поэтому Парфия подчинила их и сделала своими протекторатами. Много хороших фокусников. Дальше, по рассказам старейшин Анси, течёт река Жошуй, где живёт Си-ван-му, но её никто не видел.
Посольство Хань У-ди было встречено на восточной границе военачальником с 20 000 всадников и препровождено в столицу. Митридат II отправил в Китай посольство и подарил страусиные яйца и фокусников. Младшая Хань восстановила контакты. Границей Анси китайцы считали город Мулу (木鹿) — Мерв. Гань Ин около 97 года н. э. пересёк Парфию и дойдя до Тяочжи (条支, Харакена) пытался нанять судно для плавания в Рим, но купцы отговорили его, объяснив, что путь в Рим может занять до 3-х лет. В конце II века нашей эры большим уважением в Китае пользовался парфянин по имени Ань Шигао, прославившийся как буддийский наставник и основоположник переводов буддийских текстов на китайский язык.

## Упадок Парфянского царства
Вскоре начался период упадка Парфии, вызванный ростом местного сепаратизма, непрекращающимися династическими распрями и набегами алан. Это позволило римлянам жестоко опустошать западные области Парфии. Наиболее чувствительный удар парфянам нанёс Траян, завоевавший Армению и Месопотамию и занявший Ктесифон. В 217—218 годах римский император Каракалла совершил неудачный поход против парфян, и после поражения в битве при Нисибисе Рим был вынужден заключить невыгодный для него мир. Однако хотя парфянам и удалось выйти из этой войны победителями (римляне окончательно лишились Армении и части Месопотамии), процесс политического распада парфянского государства остановить оказалось невозможно. Практически независимыми стали области Маргиана, Сакастан, Гиркания, Элимаида, Парс, Харакена, город Хатра. Внешние войны и междоусобицы истощили страну. В Парсе, на родине Кира и Дария, началось движение, положившее конец господству парфян. Арташир, сын Папака, внук Сасана, один из местных владетелей, объединил под своей властью весь Парс, подняв восстание против Аршакидов. 28 апреля 227 году в битве при Хормиздагане, Арташир нанёс поражение парфянскому царю Артабану, и там же на поле битвы принял титул шаханшаха (царя царей).

## Армия Парфии
Сочетание конных лучников и катафрактариев составляло эффективную основу парфянских вооружённых сил
Армия Парфии была сформирована при первых Аршакидах из нерегулярного племенного ополчения кочевых племён Центральной Азии, входившей в племенной союз Дахи.
Против пехоты Селевкидов применялись конные лучники. Затем появились катафрактарии (тяжёлая конница). У катафрактариев и конь, и всадник были покрыты пластинчатыми доспехами.
Пехота у парфян хотя и существовала, но была вспомогательным видом войска и комплектовалась в основном из покорённых народов, в частности, из греческих поселенцев.

## Правители
Легендарные правители парнов. Предположительная столица — Ниса.
- 1. Сиявуш (Сияварша) (около 500 года до н. э.).
- 2. Сын.
- 3. Ашкан, сын.
- 4. Шапур, сын.
- 5. Вологез (Балаш), сын.
- 6. Ашкан, сын.
- 7. Аршак (Ашк), сын (около 250—247 годов, с 248 года — шах Ирана).

Правители области Парфия / Апартик до парнов (столица — Гекатомпил).
- Амминан (331 г.)*
- Фратаферн, сатрап Гиркании (331—323 гг.).
- неизвестный (323—318 гг.).
- Эвдам (318—312 гг.). Бронзовая статуя парфянина из Шами (ок. 100 г. н. э.)
- 312 год — завоевание Селевком.

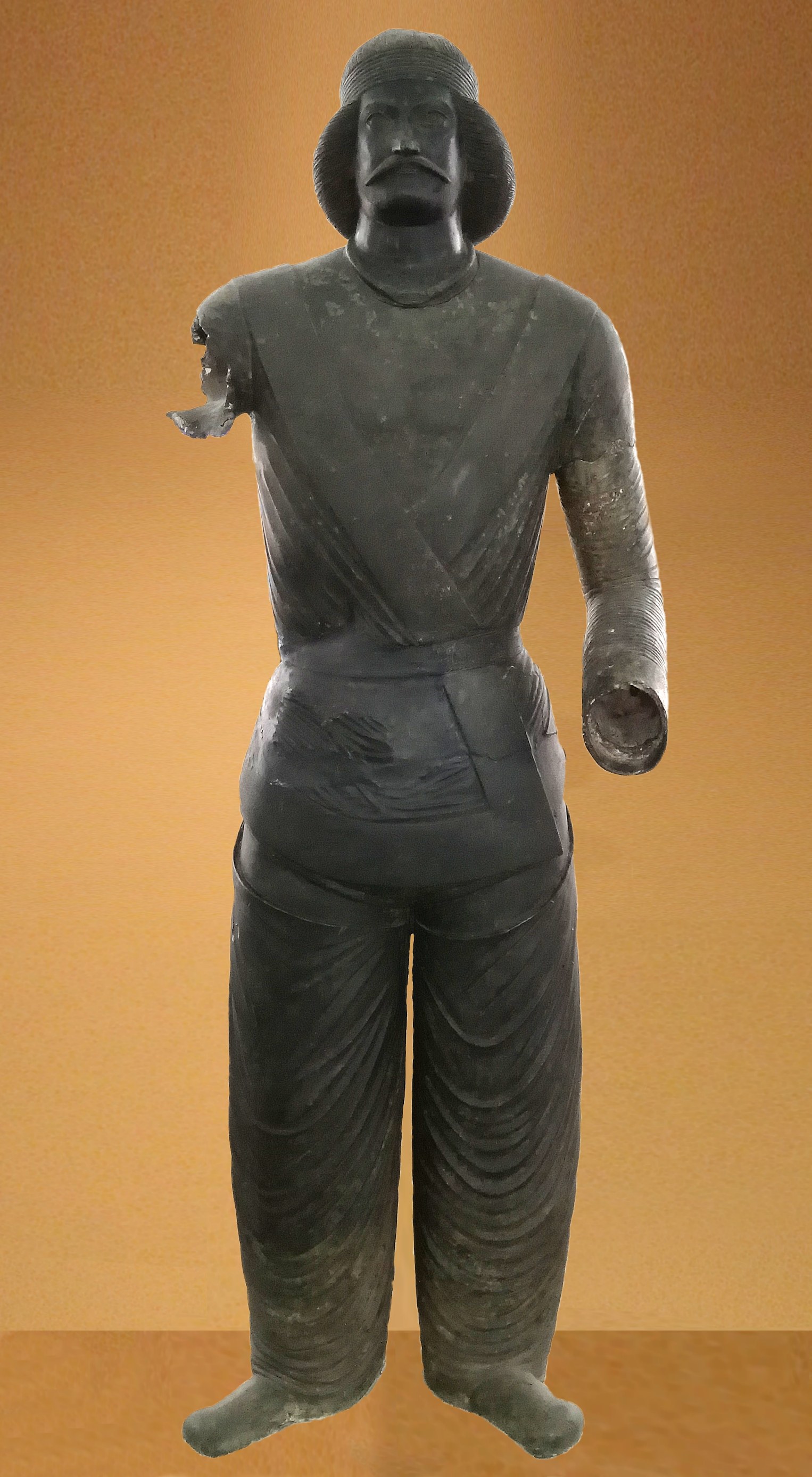
Бронзовая статуя парфянина из Шами (ок. 100 г. н. э.)

- 312—248 годы — Иран в составе сирийского царства Селевкидов.
- Андрагор (сатрап, около 255—248)*
- 248 — завоевание парнами[18].

О правителях собственно империи — потомках Аршака — см. статью Аршакиды.

## Искусство
Парфянское искусство представляет собой эллинистический сплав иранских черт, которые часто могут быть прослежены со времён Ахеменидов, с греческими влияниями. В конце XIX и начале XX века археологи не уделяли достаточного внимания парфянским слоям поселений, стремясь исследовать более древние. Соответственно, о специфике парфянского искусства было известно мало до того, как Михаил Ростовцев исследовал руины Дура-Эвропоса.
Ростовцев стоял у истоков исследования парфянского искусства, под которым он понимал совокупность региональных проявлений эллинистического искусства на обширной территории от Пальмиры на западе до Гандхары на востоке (то есть включал в это понятие даже греко-буддистское искусство). Происхождение специфических характеристик парфянского искусства именно с территории Парфии не доказано. Возможно, источником новых веяний служил сирийский город-государство Пальмира.
Среди этих новых веяний наиболее заметно стремление изображать фигуры анфас: даже в сценах повествовательного характера персонажи смотрят на зрителя, а не друг на друга. Эта черта впервые появляется в Пальмире и предвещает искусство Византии, а также средневековой Европы. Сохранились в основном настенные изображения — в основном рельефные, изредка живописные; чаще других изображались сцены сражений или охоты царей.
Парфянский период важен для развития иранской архитектуры. Многие архитектурные черты, получившие распространение при Сасанидах, были разработаны зодчими Аршакидов. Так, именно при парфянах строятся первые монументальные айваны со сводами до 15 метров (например, в Хатре).
Судя по бронзовой статуе из Шами (высота 194 см), парфянская мужская одежда состояла из брюк и подпоясанной туники с рукавами.

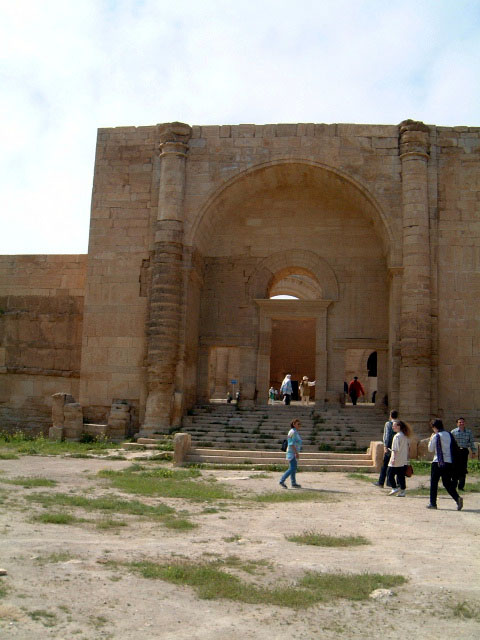
Цилиндрический свод айвана в Хатре (ок. 50 г. н. э.)
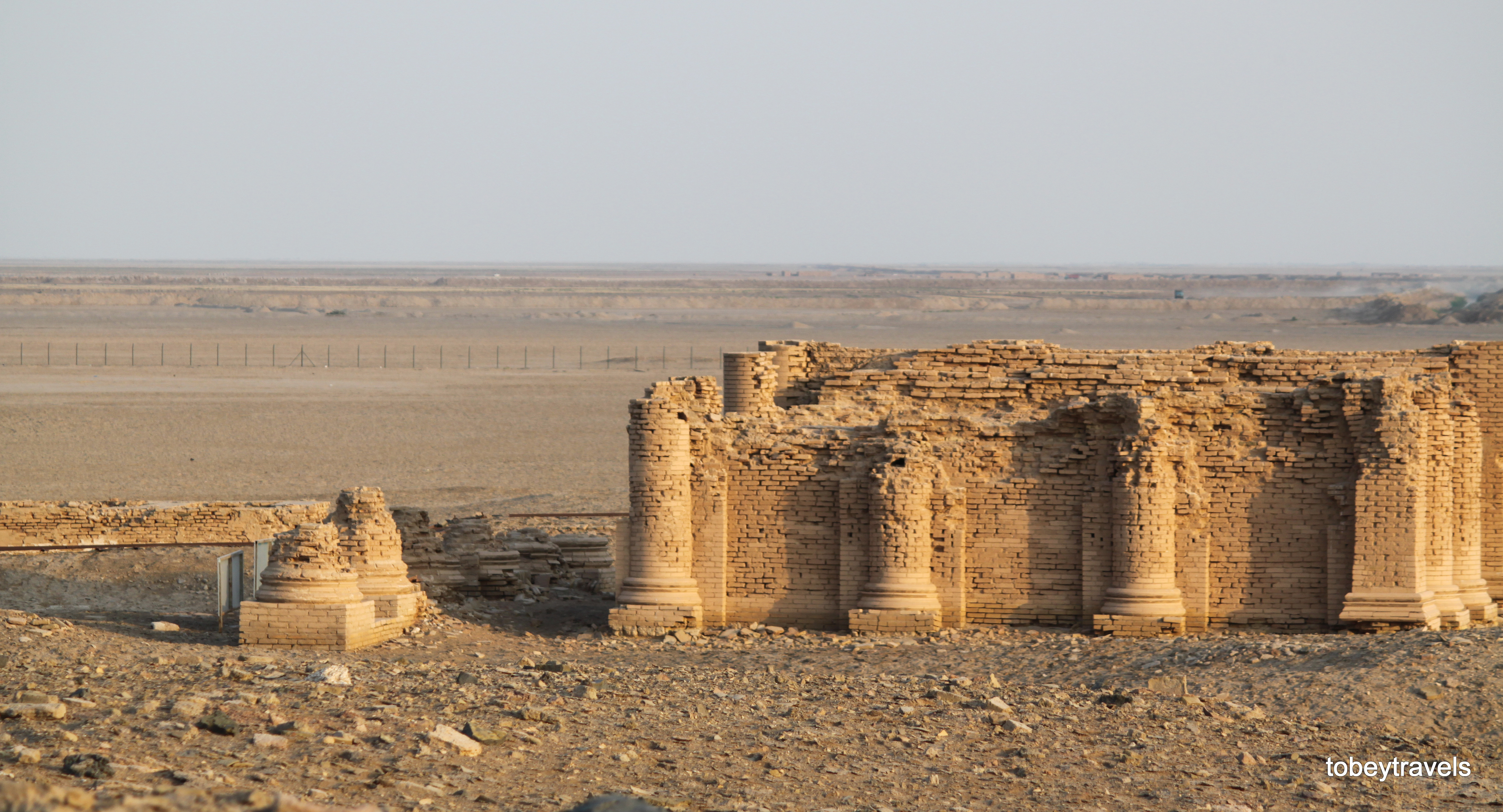
Парфянский храм Хария в Уруке
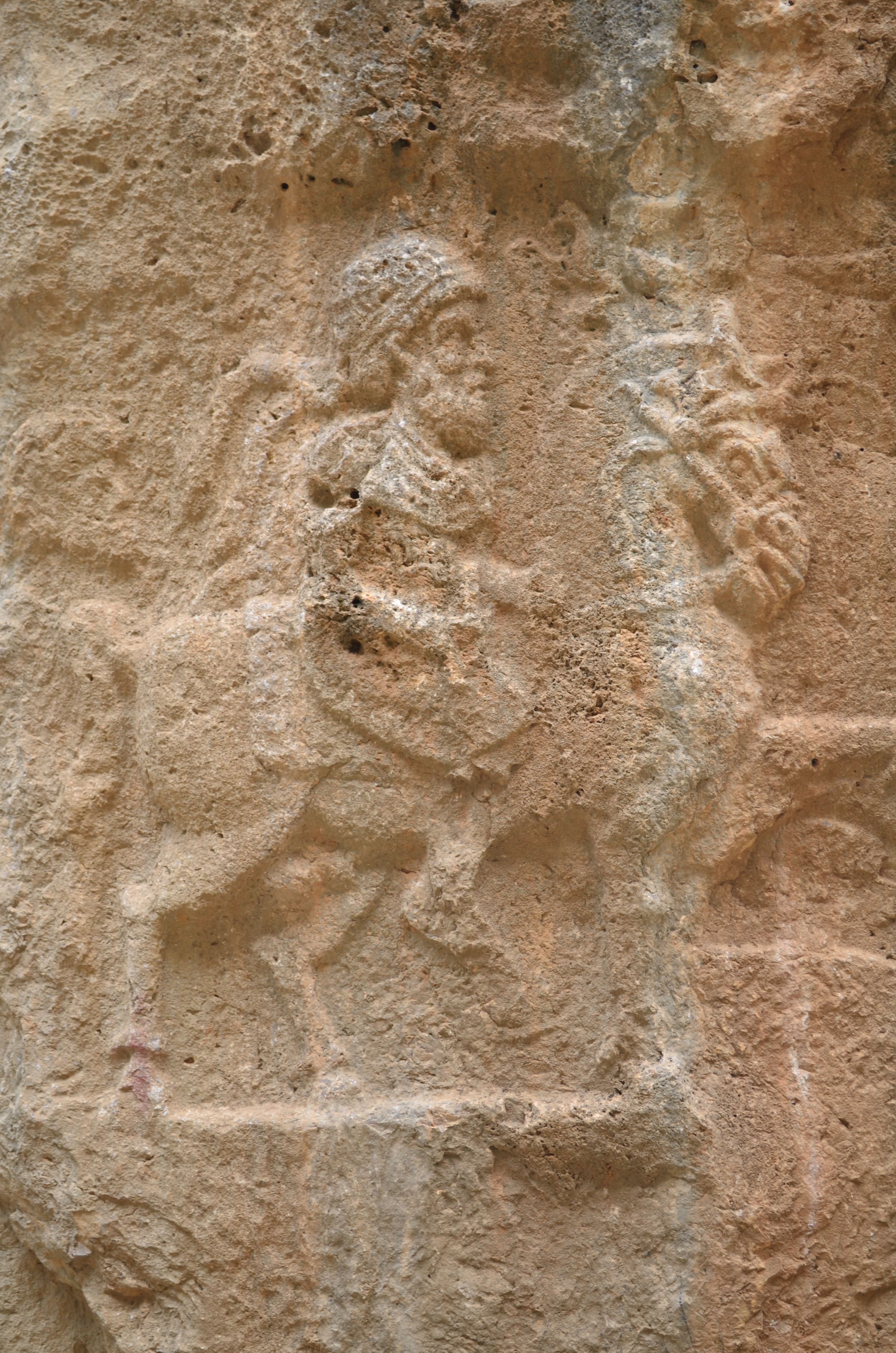
Изображение Митридата I на скальном рельефе в Хузестане
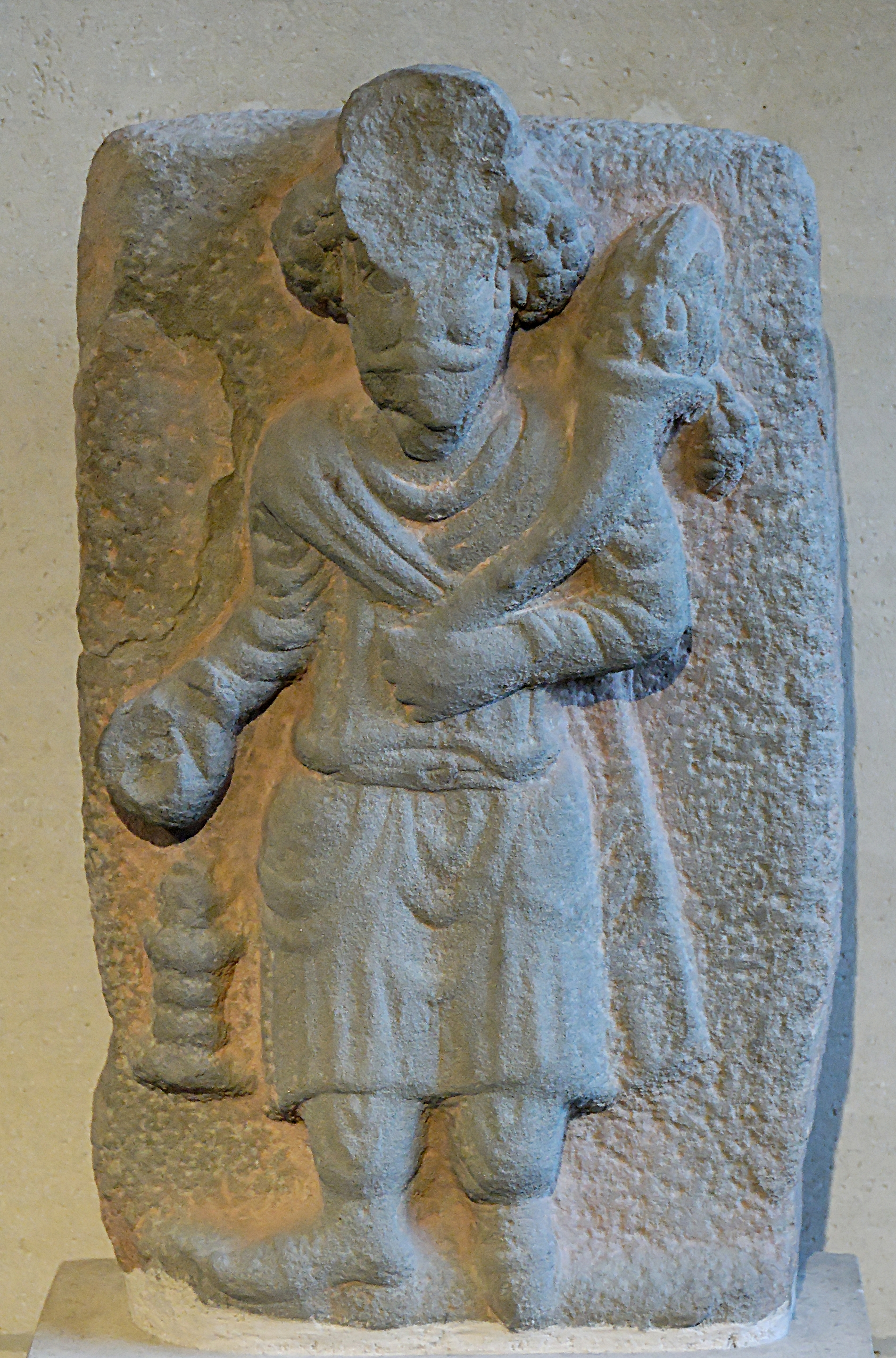
Парфянский царь делает подношение богу Гераклу-Веретрагне. Месджеде-Солейман, Иран. II–III века н. э. Лувр, Sb 7302[22].
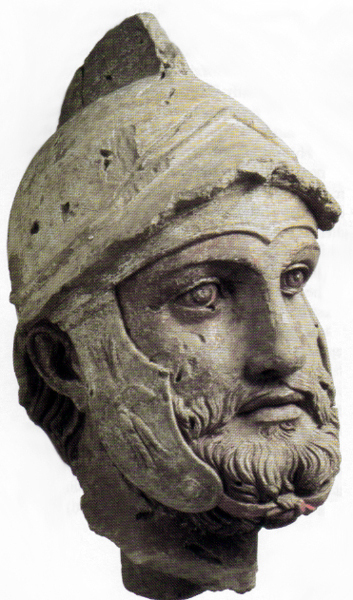
Скульптурная голова (отломленная от более крупной статуи) парфянского солдата, носящего шлем в эллинистическом стиле (из Нисы, II век до н. э.)
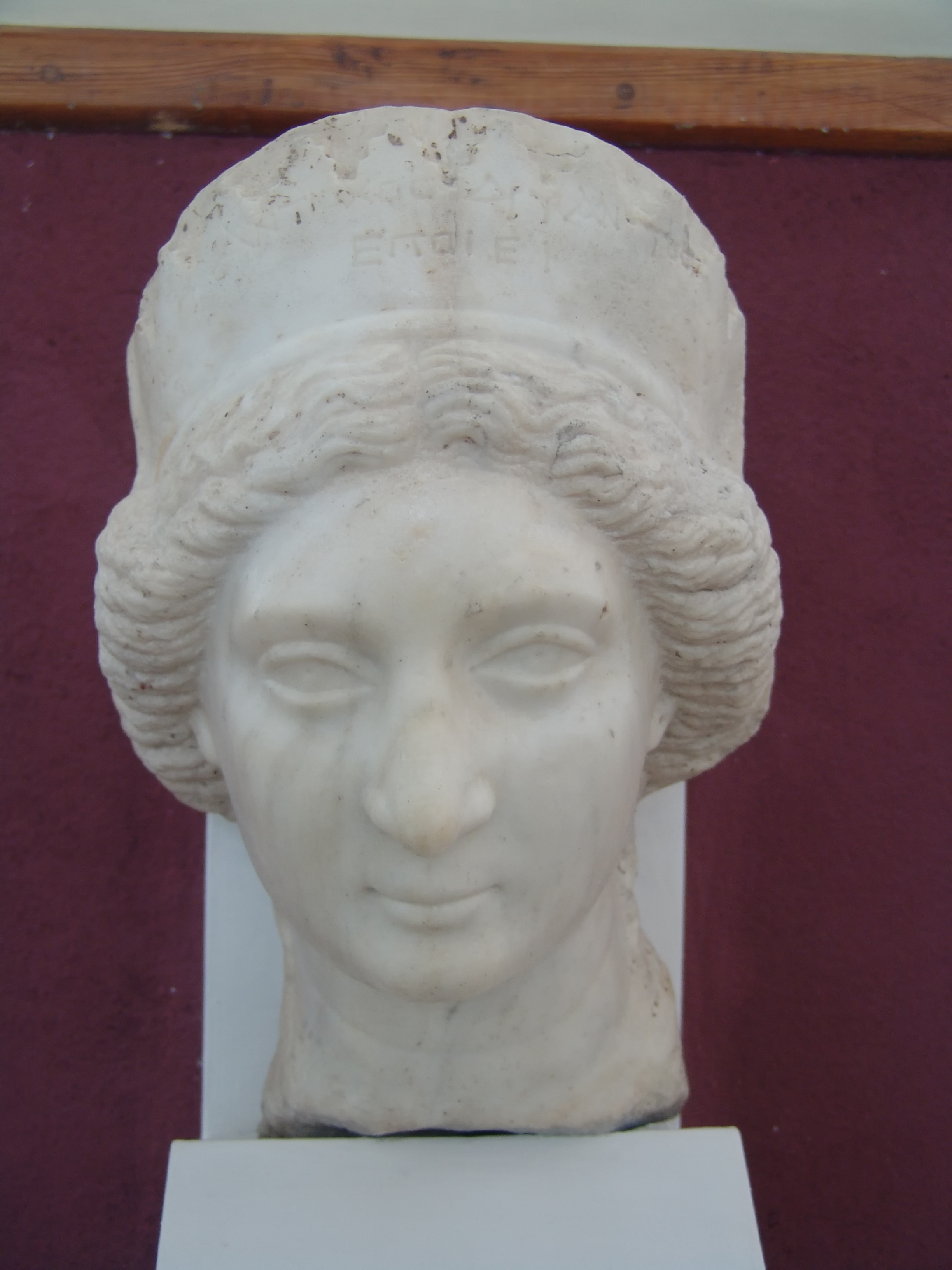
Бюст царицы Мусы, жены Фраата IV Парфянского. Национальный Музей Ирана
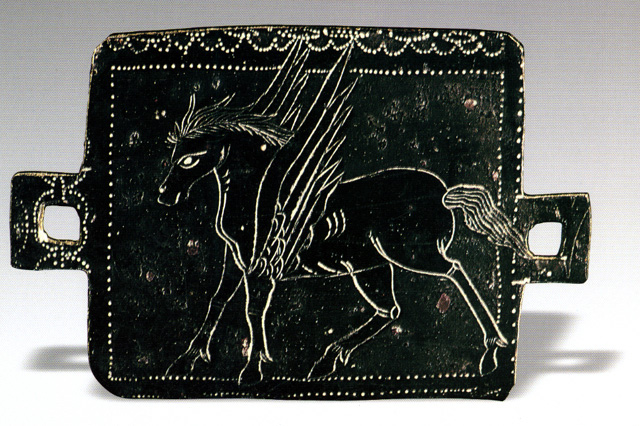
Парфянская плита бронзовой эры с изображением Пегаса, из раскопок в Хузестане
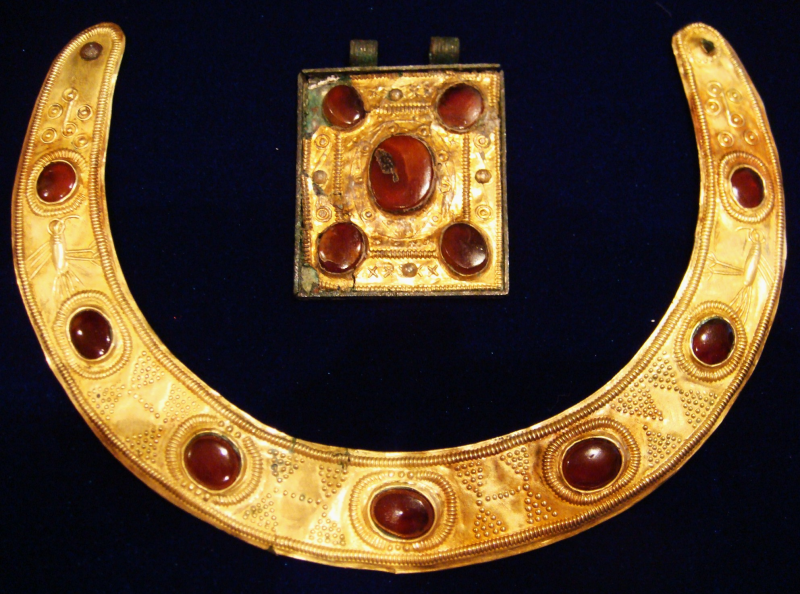
Сармато-парфянское золотое ожерелье и амулет, II век нашей эры. Находится в Художественном фонде Тамойкина
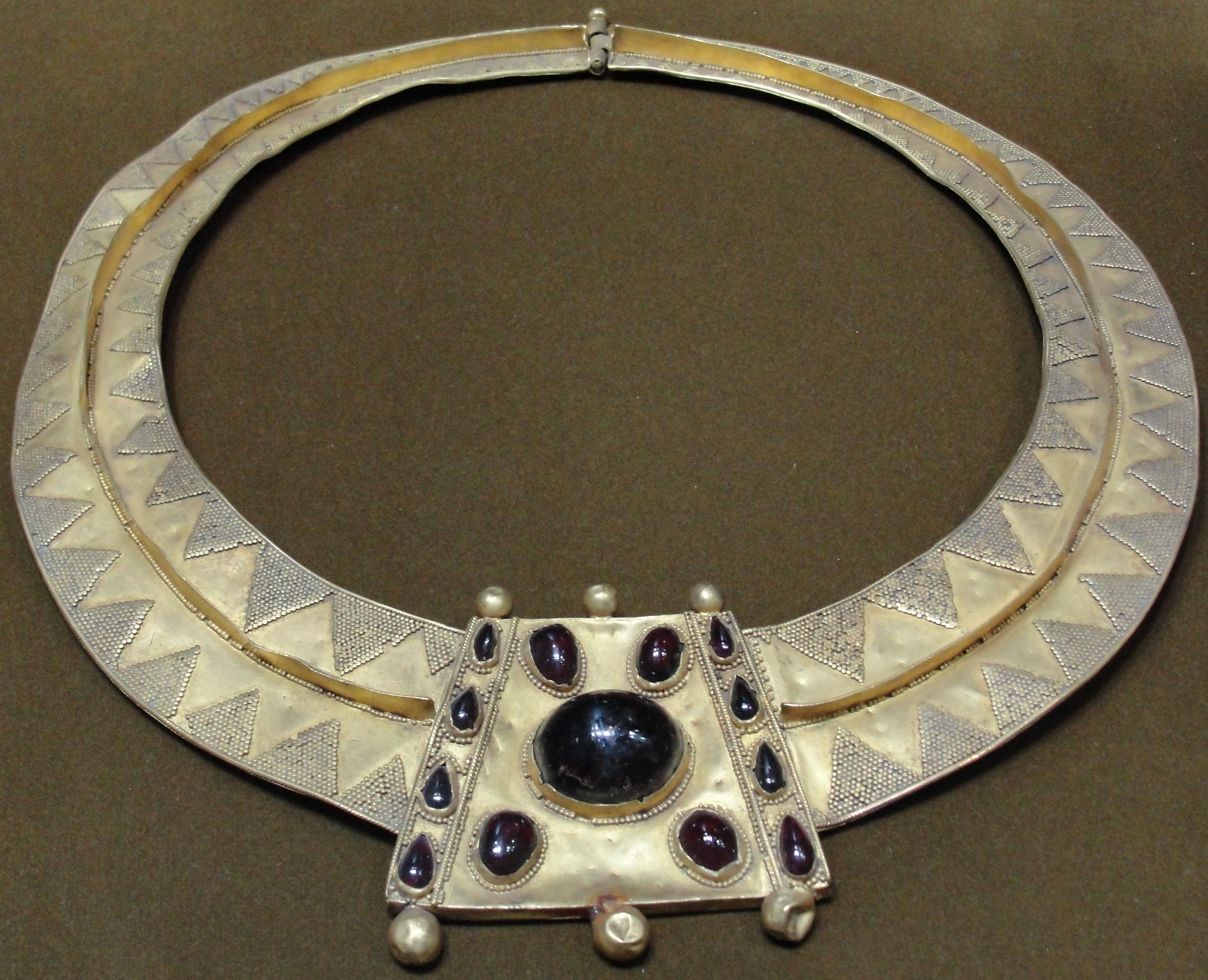
Парфянское золотое ожерелье, II век н. э., Иран, Музей Резы Аббаси
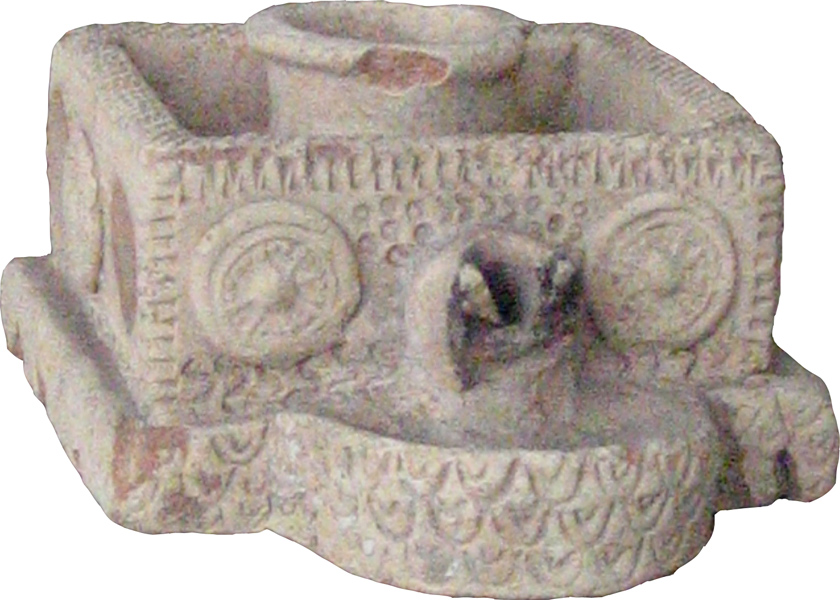
Парфянская керамическая масляная лампа, Хузестан, Иран, Иранский национальный музей
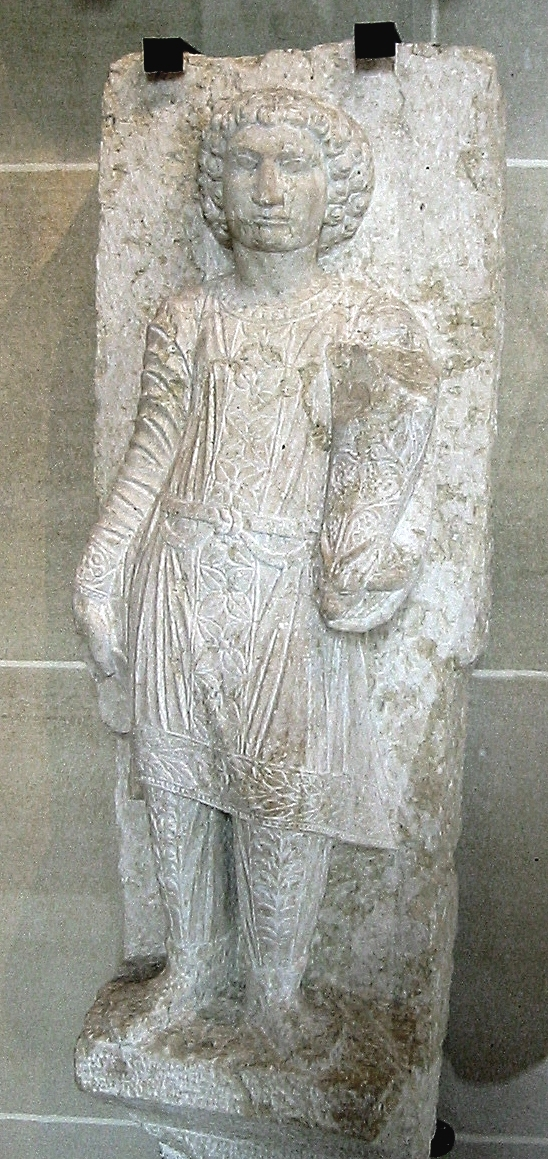
Статуя молодого пальмирянина в парфянских штанах из погребения стелы в Пальмире, начало III века нашей эры
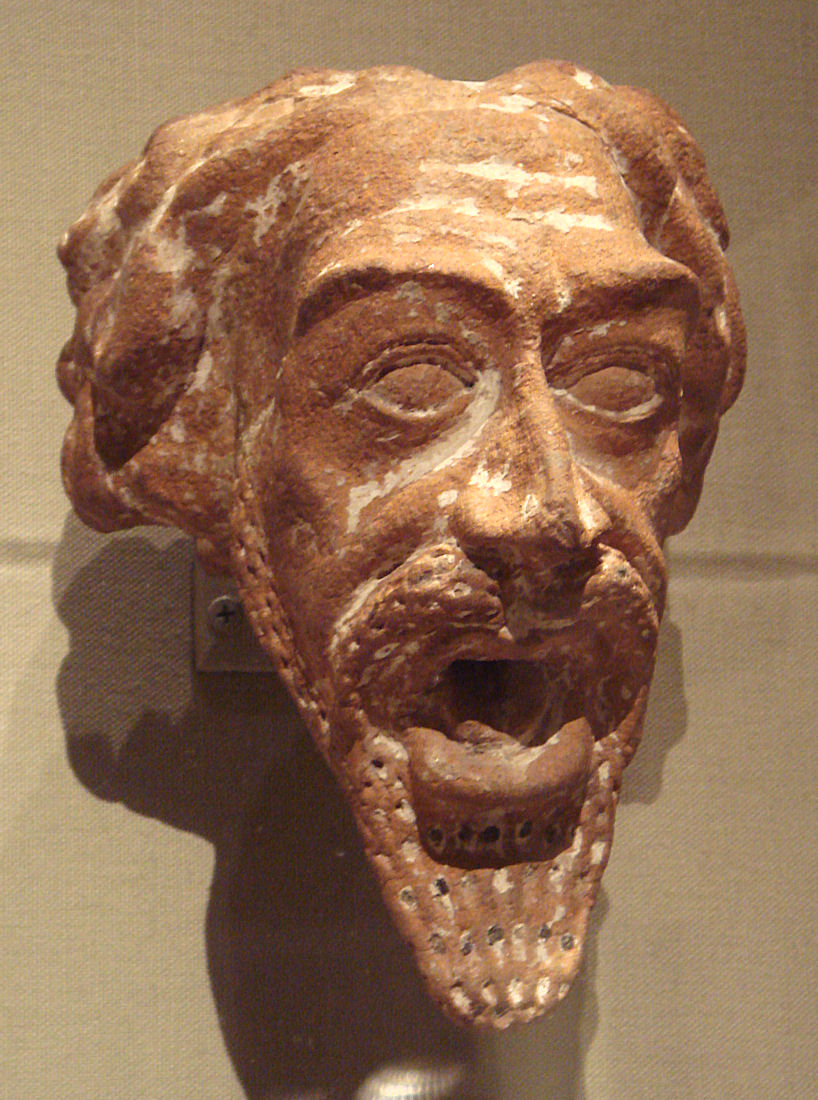
Керамический парфянский водосток в форме мужской головы, датируемый I или II веком нашей эры
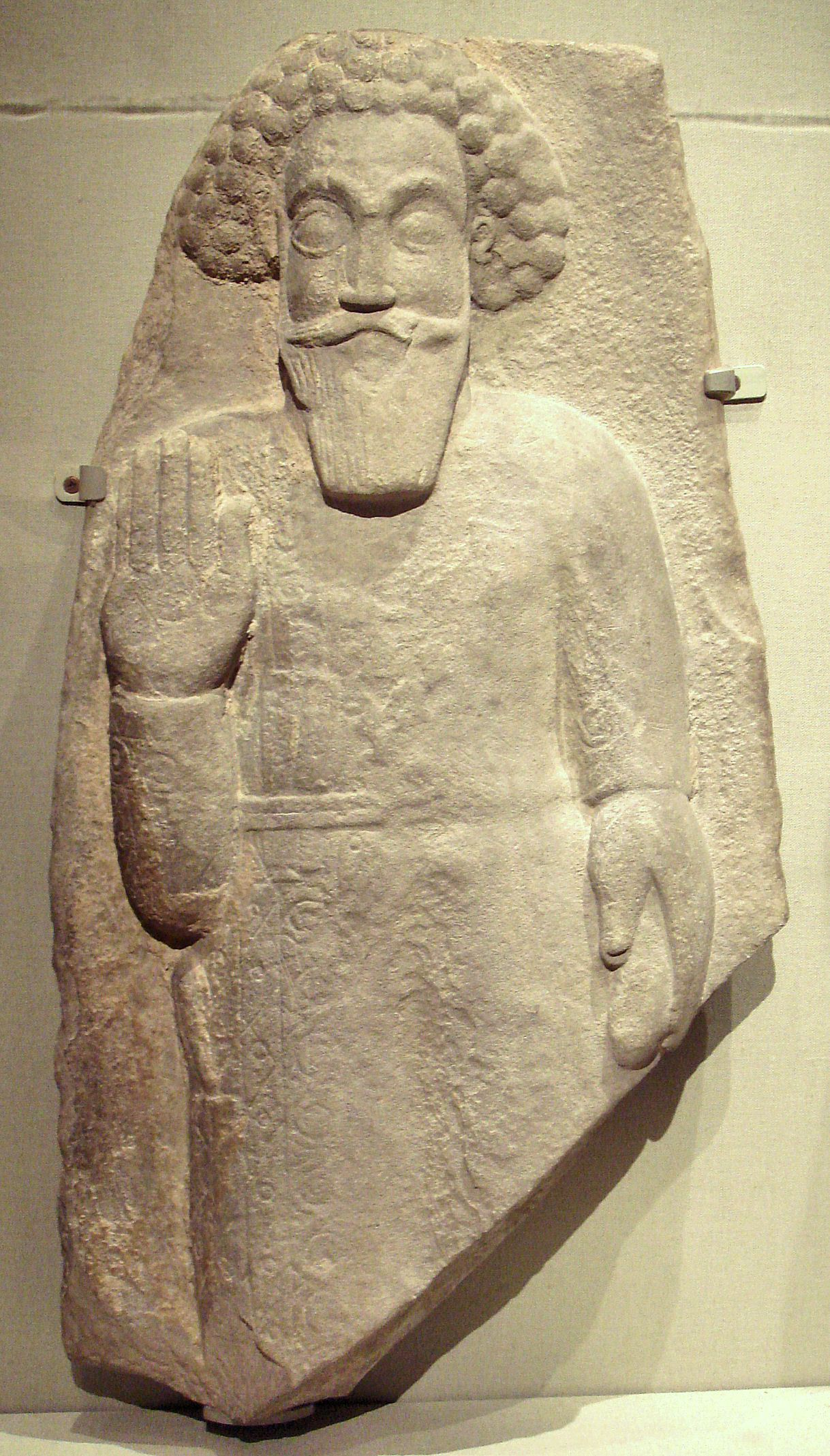
Парфянский вотивный рельеф из провинции Хузестан, Иран, II век нашей эры
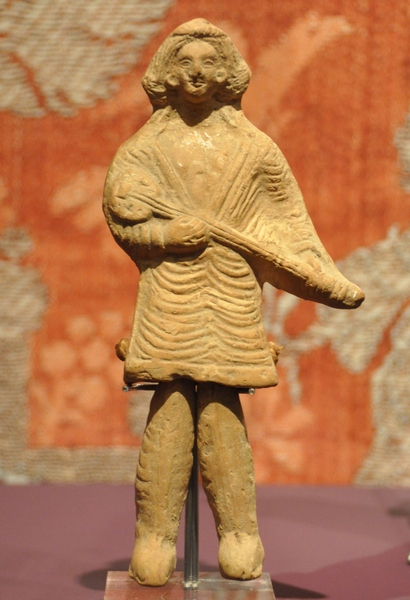
Парфянская лютня с длинной шеей, ок. 3 г. до н. э. — 3 г. н. э.